# San Rafael, Coahuayutla de José María Izazaga
San Rafael är en ort i Mexiko.   Den ligger i kommunen Coahuayutla de José María Izazaga och delstaten Guerrero, i den södra delen av landet, 290 km sydväst om huvudstaden Mexico City. San Rafael ligger 519 meter över havet och antalet invånare är 103.
Terrängen runt San Rafael är kuperad åt sydväst, men åt nordost är den bergig. Runt San Rafael är det mycket glesbefolkat, med 6 invånare per kvadratkilometer. Närmaste större samhälle är Nueva Cuadrilla, 10,8 km sydväst om San Rafael. I omgivningarna runt San Rafael växer huvudsakligen savannskog.